# Осьмак Юлія Владиславівна
Юлія Владиславівна Осьмак (6 березня 1998, Київ) — українська шахістка, гросмейстер серед жінок (2016).
 Срібна призерка чемпіонату Європи із шахів серед жінок 2021 року. 
Чемпіонка України серед жінок 2017 року, срібна призерка 2019 року, тричі бронзова призерка чемпіонатів України 2014, 2015 та 2018 років.
 У складі збірної України: срібний призер шахової олімпіади 2018 року та бронзовий призер командного чемпіонату світу 2016 року.
Її рейтинг станом на січень 2025 року — 2463 (20-те місце у світі, 3-тє — серед шахісток України).

## Досягнення
Юлія Осьмак — чемпіонка світу серед дівчат до 12 років (2010) та віце-чемпіонка Європи серед дівчат до 10 років (2008) та 12 років (2010).

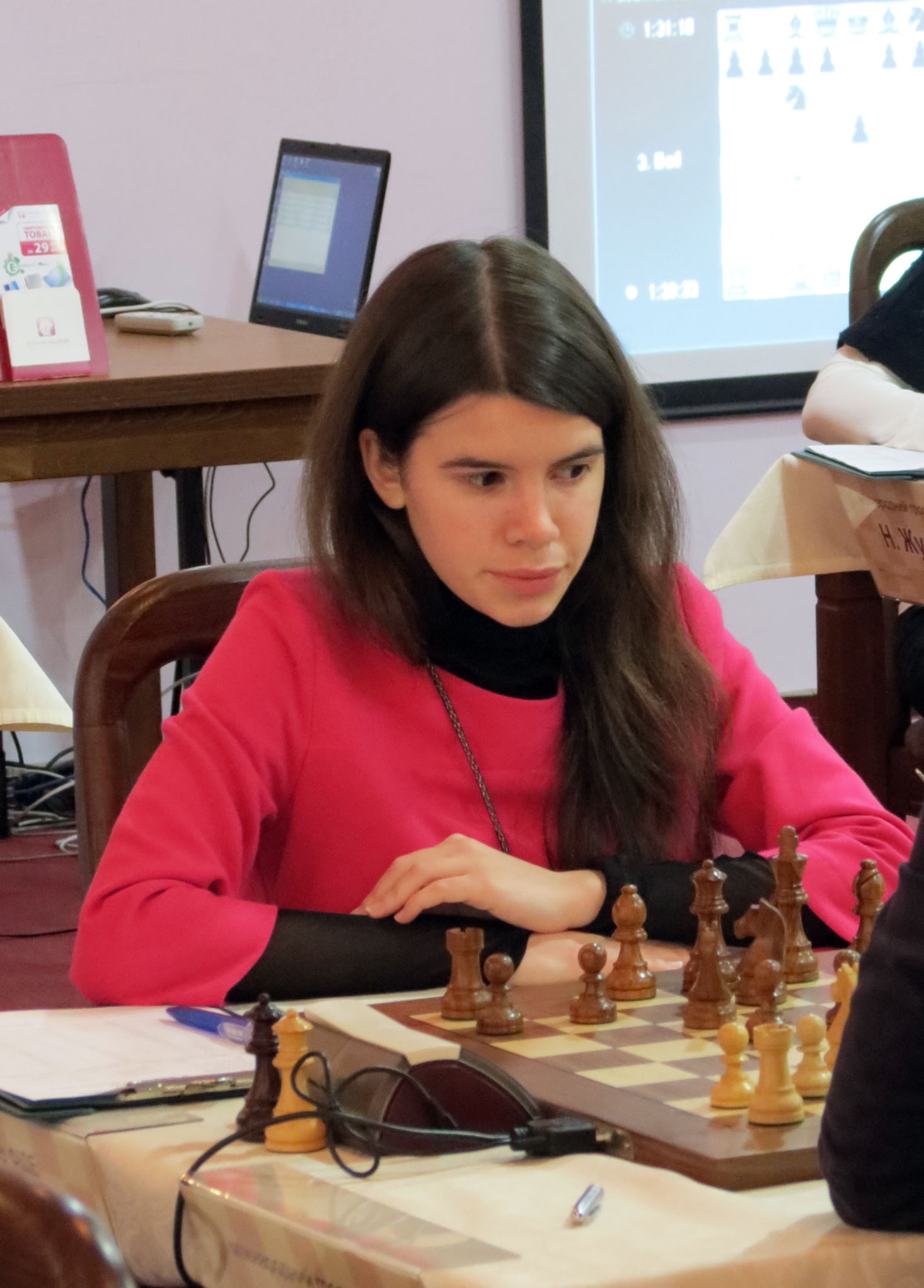
Юлія Осьмак, чемпіонат України 2014 року

Також Юлія є шестиразовою чемпіонкою України серед дівчат в різних вікових категоріях, зокрема:
- до 10 років (2006, 2008);
- до 12 років (2010);
- до 16 років (2013);
- до 20 років (2012, 2014[3]);

У 2012 році у віці 14 років Осьмак розділила 11-14 місця на чемпіонаті світу серед шахісток до 20 років
У 2013 році посіла 6 місце на чемпіонаті світу серед шахісток до 16 років.
У листопаді 2014 року Юлія посіла 3-тє місце на чемпіонаті України серед жінок.
У грудні 2015 року повторила свій торішній успіх знову посівши 3-тє місце у чемпіонаті України.
У липні 2016 року разом з Оленою Мартинковою стала переможницею командного чемпіонату Європи (до 18 років), що проходив у Словенії.
У грудні 2016 року з результатом 5 очок з 9 можливих (+3-2=4) посіла 4 місце у чемпіонаті України, що проходив у Рівному.
У квітні 2017 року з результатом 7 з 11 очок (+5-2=4) розділила 16-25 місця (17-те місце за додатковим показником) на чемпіонаті Європи, що проходив у Ризі.
У грудні 2017 року набравши 7 очок з 9 можливих (+5-0=4) Юлія Осьмак стала переможницею чемпіонату України, що проходив у Житомирі.
На чемпіонаті Європи зі швидких та блискавичних шахів, що проходив у Тбілісі з 30 березня по 1 квітня 2018 року, Юлія посіла:
 — 35-те місце на турнірі зі швидких шахів, набравши 6 очок з 11 можливих (+6-5=0),
 — 6-те місце на турнірі з блискавичних шахів, набравши 9 очок з 13 можливих (+8-3=2).
У жовтні 2018 року Осьмак у складі збірної України стала срібним призером шахової олімпіади, що проходила в Батумі. Результат Юлії — 4½ очки з 6 можливих (+3-0=3) на резервній шахівниці.
У жовтні-листопаді 2019 року у складі збірної України посіла 4-те місце на командному чемпіонаті Європи, що проходив у Батумі. Набравши 4½ з 7 можливих очок (+3-3=1), Юля показала дев'ятий результат серед шахісток, які виступали на четвертій шахівниці.
У грудні 2019 року стала срібною призеркою чемпіонату України, що проходив у Луцьку. Набравши однакову кількість очок (по 7) з Наталією Жуковою, Юлія поступилась переможниці за додатковим показником. Наприкінці грудня 2019 року на чемпіонаті світу зі швидких та блискавичних шахів, Юлія посіла:
 — 36-те місце у турнірі зі швидких шахів, набравши 7 очок з 12 можливих (+6-4=2),
 — 43-тє місце у турнірі з блискавичних шахів, набравши 9½ очок з 17 можливих (+7-5=5).
У лютому 2020 року з результатом 8½ з 9 очок (+8-0=1) Юля стала переможницею турніру «Moscow Open 2020», що проходив у Москві.
У серпні 2021 року Юлія Осьмак стала срібною призеркою особистого чемпіонату Європи серед жінок, що проходив в м.Ясси (Румунія). Набравши 8½ очок з 11 можливих (+6-0=5) Юлія на півочка відстала від переможниці турніру Еліни Даніелян з Вірменії.
На чемпіонаті Європи із швидких та блискавичних шахів 2023, що проходив у Монте-Карло з 12 по 14 січня 2024 року, Юлія Осьмак посіла:
 — 4 місце у турнірі з бліцу, набравши 9½ очок з 13 можливих (+9-3=1),
 — 14 місце у турнірі з рапіду, набравши 7 очок з 11 можливих (+6-3=2).
У квітні 2024 року Осьмак взяла участь в першому серйозному турнірі після народження доньки, яка у шестимісячному віці «супроводжувала» маму на індивідуальному чемпіонаті Європи, що проходив на Родосі. Набравши 7 очок з 10 можливих (+7-3=0) Юлія поділила 10-18 місця, а за додатковим показником посіла 12 місце.
На чемпіонаті Європи із швидких та блискавичних шахів 2024, що проходив у Монте-Карло з 9 по 12 січня 2025 року, Юлія посіла:
 — 36 місце у турнірі з бліцу, набравши 7½ очок з 13 можливих (+7-5=1),
 — 3 місце у турнірі з рапіду, набравши 8½ очок з 11 можливих (+7-1=3).

## Результати виступів у чемпіонатах України
Юлія Осьмак зіграла у 8-ми фінальних турнірах чемпіонатів України, набравши загалом 45 очок з 72 можливих (+30-12=30).
| Рік  | Місто   | Турнір                 | + | − | = | Результат | Місце  |
| ---- | ------- | ---------------------- | - | - | - | --------- | ------ |
| 2013 | Київ    | 73-й чемпіонат України | 1 | 4 | 4 | 3 з 9     | 8      |
| 2014 | Львів   | 74-й чемпіонат України | 3 | 0 | 6 | 6 з 9     | Bronze |
| 2015 | Львів   | 75-й чемпіонат України | 5 | 2 | 2 | 6 з 9     | Bronze |
| 2016 | Рівне   | 76-й чемпіонат України | 3 | 2 | 4 | 5 з 9     | 4      |
| 2017 | Житомир | 77-й чемпіонат України | 5 | 0 | 4 | 7 з 9     | Gold   |
| 2018 | Київ    | 78-й чемпіонат України | 3 | 2 | 4 | 5 з 9     | Bronze |
| 2019 | Луцьк   | 79-й чемпіонат України | 5 | 0 | 4 | 7 з 9     | Silver |
| 2020 | Херсон  | 80-й чемпіонат України | 5 | 2 | 2 | 6 з 9     | Bronze |

## Результати виступів у складі збірної України
Юлія Осьмак за період 2016—2024 рр. зіграла за жіночу збірну України у 7-ти турнірах, зокрема: тричі на шахових олімпіадах, тричі на командному чемпіонаті Європи та на командному чемпіонаті світу 2017 року.
 В активі Юлії золото та срібло шахових олімпіад, а також бронзова нагорода чемпіонату Європи.
Загалом у складі збірної України Юлія Осьмак зіграла 47 партій, в яких набрала 26½ очка (+18=17-12), що становить 56,4 % від числа можливих очок.
| Рік  | Турнір           | Місто           | Збірна  | Шахів- ниця | Рейтинг | + | = | − | Результат | % очок | Турнірний рейтинг | Командне місце | Особисте місце |
| ---- | ---------------- | --------------- | ------- | ----------- | ------- | - | - | - | --------- | ------ | ----------------- | -------------- | -------------- |
| 2017 | чемпіонат світу  | Ханти-Мансійськ | Україна | 4           | 2350    | 2 | 4 | 1 | 4 з 7     | 57,1   | 2372              | 5              | 6              |
|      | чемпіонат Європи | Крит            | Україна | рез         | 2339    | 3 | 0 | 2 | 3 з 5     | 60,0   | 2334              | Bronze         | 9              |
| 2018 | шахова олімпіада | Батумі          | Україна | рез         | 2405    | 3 | 3 | 0 | 4½ з 6    | 75,0   | 2321              | Silver         |                |
| 2019 | чемпіонат Європи | Батумі          | Україна | 4           | 2409    | 3 | 3 | 1 | 4½ з 7    | 64,3   | 2400              | 4              | 9              |
| 2021 | чемпіонат Європи | Чатеж-об-Саві   | Україна | 2           | 2423    | 1 | 3 | 3 | 2½ з 7    | 35,7   | 2304              | 4              |                |
| 2022 | шахова олімпіада | Ченнай          | Україна | рез         | 2420    | 3 | 0 | 2 | 3 з 5     | 60,0   | 2149              | Gold           | —              |
| 2024 | шахова олімпіада | Будапешт        | Україна | 1           | 2471    | 3 | 4 | 3 | 5 з 10    | 50,0   | 2385              | 8              |                |